# 宇部東インターチェンジ
宇部東インターチェンジ（うべひがしインターチェンジ）は、山口県宇部市東岐波に位置する山口宇部道路のインターチェンジである。
かつて隣接して設置されていた宇部東・宇部南料金所（うべひがし・うべみなみりょうきんじょ）についても記述する。

## 概要
宇部フェニックステクノポリス構想に基づき整備された宇部新都市へのアクセス道路として建設された。当初計画時はクローバー型の構造で高規格道路と接続するジャンクションとなる予定であったが、実際には上り線側が部分クローバー型B2形式、下り線側がダイヤモンド型という変則的な構造をもつインターチェンジとなっている（右画像参照）。これは、初期計画段階では予定されていなかった山陽自動車道宇部下関線の建設が決定し、至近距離に宇部JCTおよび宇部東・宇部南料金所が設置されることになり、山口宇部道路上り線から同JCTの下関方面への分岐路との距離を確保する必要が生じ、また接続する宇部市道請川王子線（テクノロード）が一般道路規格で建設されることになり市道との接続部が平面交差点に変更されたためである。
宇部新都市へのアクセス道路として整備された宇部東ICであるが、有料道路のころから宇部南IC - 片倉IC間に関しては無料で通行することができたため、宇部東IC付近から宇部南IC方面へ向かう場合においては、隣の片倉ICを利用するドライバーが多かった。

## 道路
- 山口宇部道路

## 接続する道路
- 宇部市道請川王子線

## 周辺
- 片倉温泉
- 北向地蔵尊
- 宇部新都市（あすとぴあ）

## 隣
山口宇部道路
(42)宇部JCT - 宇部東IC - 片倉IC - 岡の辻IC

## 宇部東・宇部南料金所
かつて本線上にあった宇部東・宇部南料金所は、宇部東ICより南にある岡の辻ICおよび宇部南ICの料金所を集約したものである。宇部東ICから嘉川IC方面（上り線）を利用する場合には当料金所を、宇部東ICから宇部南IC方面（下り線）を利用する場合には宇部東IC料金所を利用する。
かつては、宇部市西岐波の片倉IC - 岡の辻IC間に宇部料金所があったが、現在は廃止されている。
有料区間であった嘉川IC - 宇部南IC間の無料化に伴い、当料金所は廃止された。なお、当料金所が山口宇部道路との一体徴収により行ってきた山陽自動車道 宇部JCT-宇部IC間の料金収受については、山陽自動車道を管轄する西日本高速道路株式会社が宇部IC付近に新設した宇部TBにて徴収を行っている。